# Ignacy Giedgowd
Ignacy Władysław Giedgowd (ur. 1 lutego 1897 w Popłuszczach, zm. 25 stycznia 1974 w Thornhill) – major pilot Wojska Polskiego. Żołnierz armii carskiej, błękitnej armii, uczestnik wojny polsko-bolszewickiej, oficer Polskich Sił Powietrznych na Zachodzie, pilot doświadczalny i sportowy, kawaler Orderu Virtuti Militari. Z racji swego spokoju nazywany Anglikiem, a z racji niezawodności – Dieslem.

## Życiorys

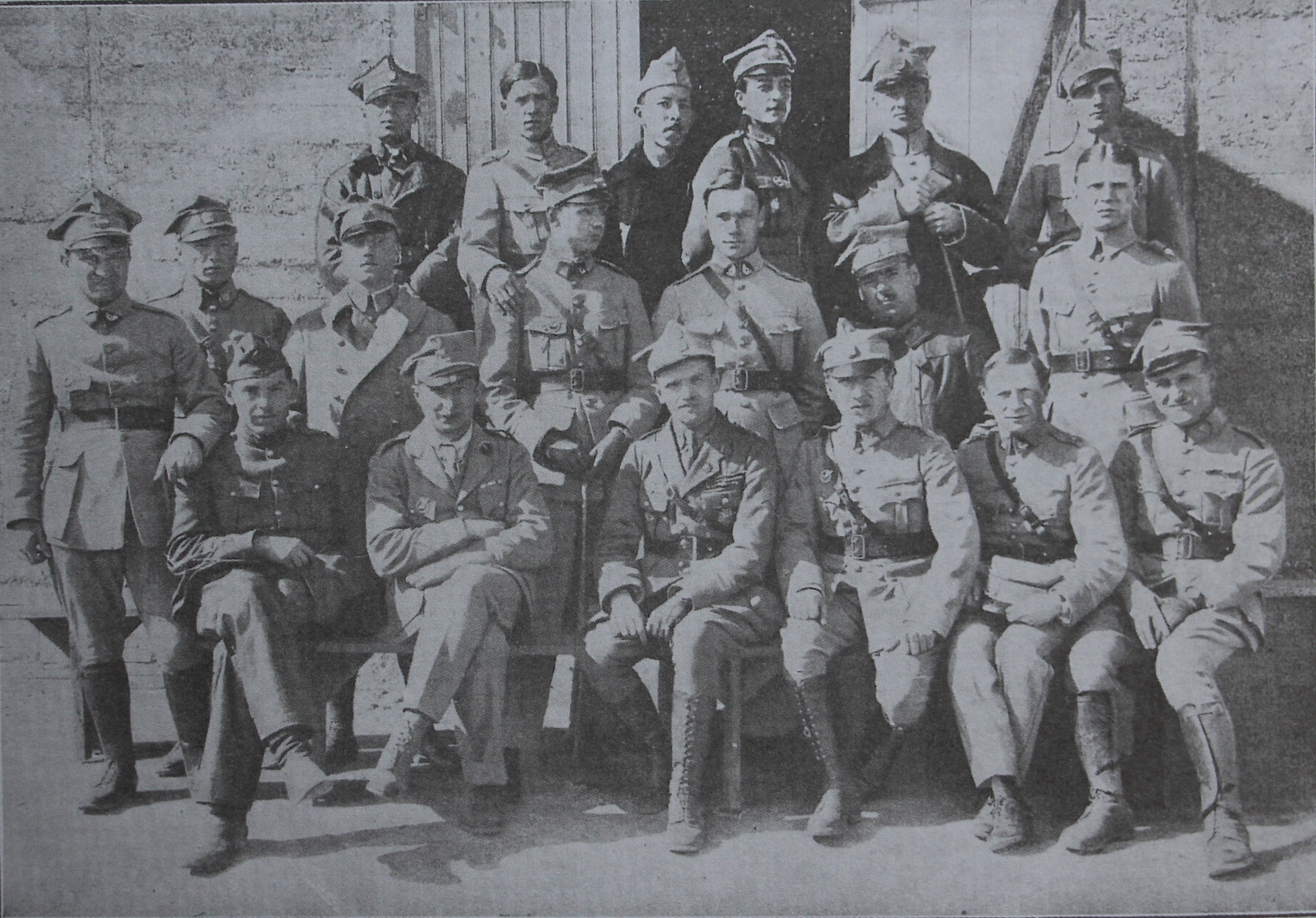
Ignacy Giedgowd wśród polskich lotników szkolonych w Istres

Syn Władysława i Gabrieli z d. Helman. Podczas nauki w gimnazjum działał w polskim podziemnym harcerstwie, po wybuchu I wojny światowej został powołany w lutym 1915 roku do odbycia służby w armii carskiej. Otrzymał przydział do 185. pułku piechoty i został skierowany do szkoły oficerskiej w Oranienburgu, którą ukończył w 1916 roku. Następnie walczył na frontach I wojny światowej jako oficer 155., 35., 455. i 293. pp. Po rewolucji w 1917 roku wstąpił do Związku Wojskowych Polaków w Petersburgu i walczył w oddziale mjr. Sołodowskiego przy zdobywaniu Archangielska. Od 15 listopada 1918 roku służył w polskich oddziałach w Murmańsku, skąd został ewakuowany do Francji. 15 lutego 1919 roku wstąpił do błękitnej armii gen. Józefa Hallera. Został skierowany na kurs pilotażu w Istres, który ukończył w czerwcu 1919 roku.
W 1919 roku powrócił do Polski z oddziałami armii Hallera i otrzymał przydział do 10. eskadry wywiadowczej (ew). 24 kwietnia 1920 roku w jej składzie wyruszył na front wojny polsko-bolszewickiej. 10 czerwca wykrył i zaatakował balon obserwacyjny Armii Czerwonej koordynujący ogień artylerii pociągu pancernego. Udało mu się go uszkodzić i pozbawić nieprzyjaciela możliwości prowadzenia obserwacji przez kilka dni.
15 października 1920 roku, w załodze z ppor. obs. Konstantym Koziełłą, wykonał ostatnie loty bojowe 10. ew polegające na nawiązaniu łączności z Grupą „Mir” płk. Stefana Dąb-Biernackiego i 1. Dywizją Piechoty Legionów, dostarczając tym jednostkom rozkazy gen. Leonarda Skierskiego. W czasie swej służby łącznie wykonał 34 loty bojowe.
Po zakończeniu działań wojennych pozostał w Wojsku Polskim i otrzymał przydział do 2. pułku lotniczego, a następnie do 3. pl. Ostatecznie został przeniesiony do 1. pułku lotniczego w Warszawie.
Zaangażował się w działalność sportową, biorąc udział w imprezach o charakterze lotniczym. W 1922 roku uczestniczył w pierwszych Międzynarodowych Zawodach Lotniczych zorganizowanych przez Aeroklub Szwajcarii, na które dotarł lotem nad Alpami. Podczas tych zawodów, w załodze z Ignacym Krzyczkowskim, zajął czwarte miejsce w konkursie bombardowania.
W 1923 roku na samolocie Breguet 14 wziął udział w zawodach lotniczych „Lot okrężny o puchar Ministra Spraw Wojskowych” rozegranych na lotnisku mokotowskim. Pomimo bardzo ciężkich warunków atmosferycznych odniósł w nich zwycięstwo. Od 21 maja 1925 roku pełnił funkcję dowódcy eskadry treningowej 1 pl.

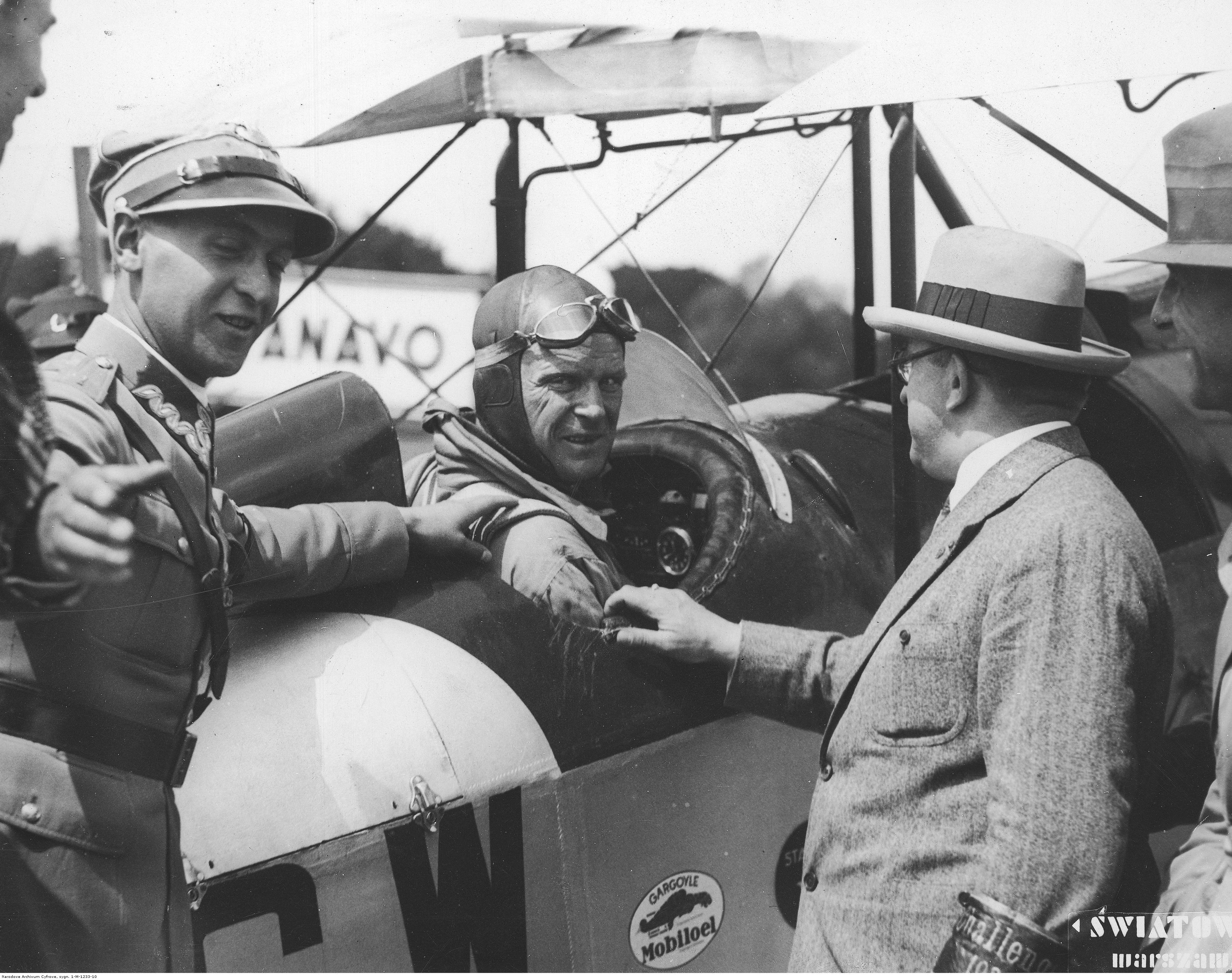
Ignacy Giedgowd (w kabinie samolotu) podczas Challenge 1930

W sierpniu 1928 roku sprowadził lotem do Polski samolot Fokker F.VIIB/3m zakupiony w Holandii na potrzeby 211. eskadry bombowej. W lipcu 1929 roku został przeniesiony do Kierownictwa Zaopatrzenia Lotnictwa (KZL), gdzie odpowiadał za odbiór samolotów produkowanych w Państwowych Zakładach Lotniczych. W październiku 1930 roku wystartował w III Krajowym Konkursie Awionetek na samolocie JS-2 bis i zajął trzecie miejsce w klasyfikacji ogólnej. Poza lotnictwem silnikowym interesował się również szybownictwem, odwiedził m.in. szkołę szybowcową w Bezmiechowej. Również w 1930 roku wystartował na samolocie PZL.5 w Międzynarodowych Zawodach Samolotów Turystycznych (Challenge) w Warszawie. Zajął podczas tych zawodów 33. miejsce. W Międzynarodowych Zawodach Samolotów Turystycznych w 1932 roku w Berlinie wystartował na samolocie PZL.19 (w załodze z sierżantem Kłosińskim) i zajął 18. miejsce. W 1934 roku na Międzynarodowej Wystawie Lotniczej i Przeciwgazowej w Bukareszcie prezentował samolot RWD-5. Również w 1934 roku wziął udział na samolocie PZL.26 w kolejnej edycji Międzynarodowych Zawodach Samolotów Turystycznych zajmując 17. miejsce. Na stopień majora został mianowany ze starszeństwem z 19 marca 1937 i 1. lokatą w korpusie oficerów lotnictwa, grupa liniowa. W tym samym roku został mianowany szefem pilotażu KZL. W marcu 1939 pełnił służbę w KZL na stanowisku oficera nadzoru Kierownictwa Fabrykacji Lotniczej.
Po wybuchu II wojny światowej przedostał się przez Rumunię do Francji. Został mianowany dowódcą eskadry treningowej w bazie Polskich Sił Powietrznych w ośrodku Bron pod Lyonem. Po upadku Francji został ewakuowany do Wielkiej Brytanii, wstąpił do RAF i otrzymał numer służbowy P-0247. W listopadzie 1940 roku otrzymał przydział do jednostki rozprowadzającej samoloty w Takoradi. 21 grudnia 1940 roku powrócił do Wielkiej Brytanii, przeszedł przeszkolenie w pilotażu samolotów wielosilnikowych i otrzymał przydział do 271. dywizjonu RAF, gdzie wykonywał loty transportowe. Podczas jednego z takich lotów wodował przymusowo na Atlantyku, został uratowany po trzech dobach. 1 lutego 1944 roku otrzymał przydział do 24. dywizjonu RAF i w jego składzie latał do końca wojny.
Po zakończeniu działań wojennych nie zdecydował się na powrót do Polski i wyemigrował do Kanady. Zmarł 25 stycznia 1974 roku w Thornhill. Został pochowany na Holy Cross Catholic Cemetery w Toronto.

## Ordery i odznaczenia
Za swą służbę otrzymał odznaczenia:
- Krzyż Srebrny Orderu Wojskowego Virtuti Militari nr 362[2] – 8 kwietnia 1921[27][28],
- Krzyż Kawalerski Orderu Odrodzenia Polski (10 listopada 1928)[29],
- Krzyż Walecznych,
- Medal Lotniczy (czterokrotnie)[30],
- Złoty Krzyż Zasługi (11 listopada 1934)[31],
- Medal Niepodległości (17 września 1932)[32],
- Polowa Odznaka Pilota nr 39,
- Krzyż Kawalerski Orderu Gwiazdy Rumunii[3],
- Krzyż Kawalerski Orderu Legii Honorowej (Francja)[3].